# Begonia luxurians
Espèce
Synonymes
- Begonia luxurians var. luxurians[1]
- Scheidweileria luxurians (Scheidw.) Klotzsch[1]

Begonia luxurians est une espèce de plantes de la famille des Begoniaceae. Ce bégonia est originaire du Brésil. L'espèce fait partie de la section Scheidweileria. Elle a été décrite en 1848 par Michael Scheidweiler (1799-1861).
L'épithète spécifique luxurians signifie « luxuriant ».

## Description

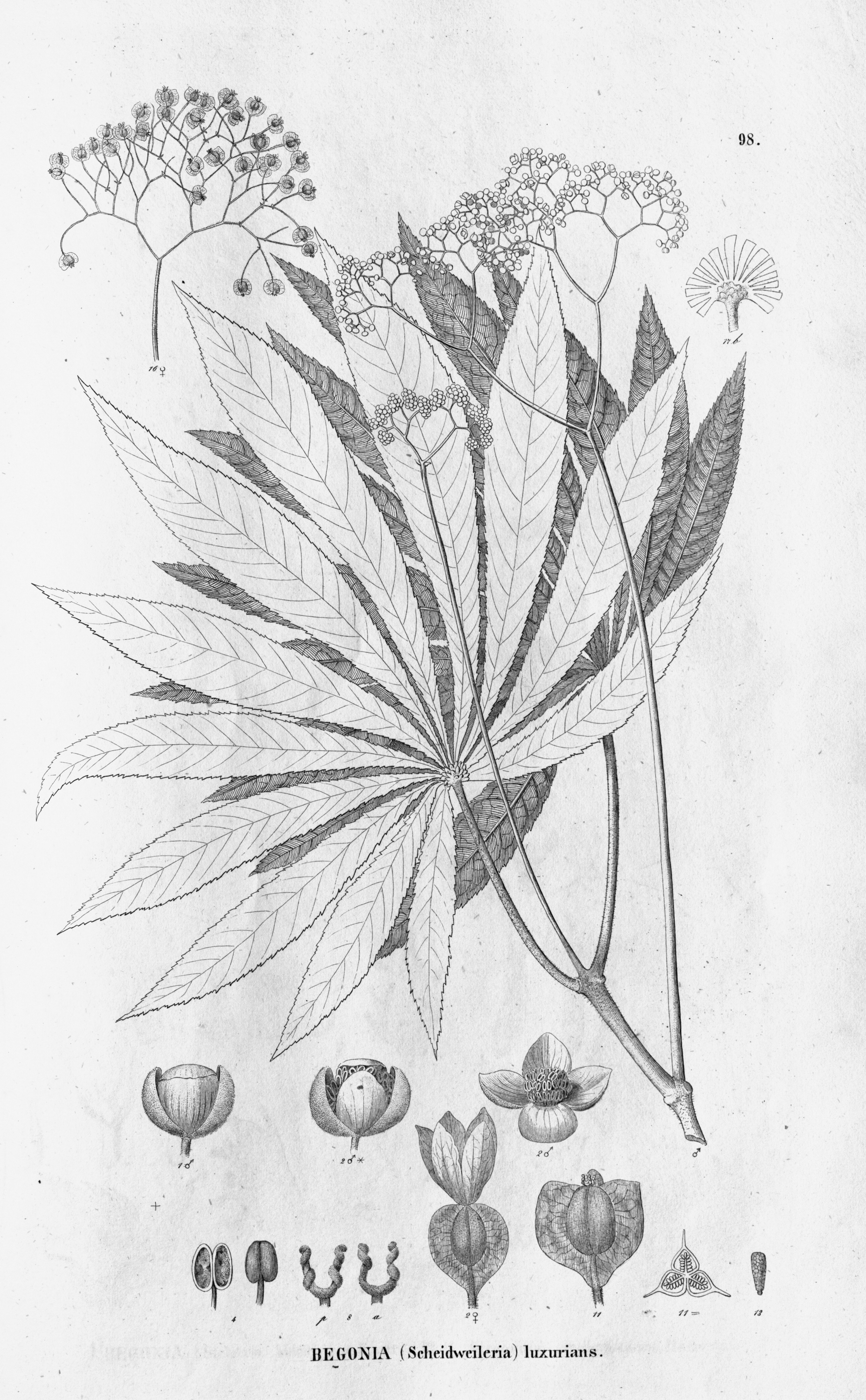
Planche botanique de 1861
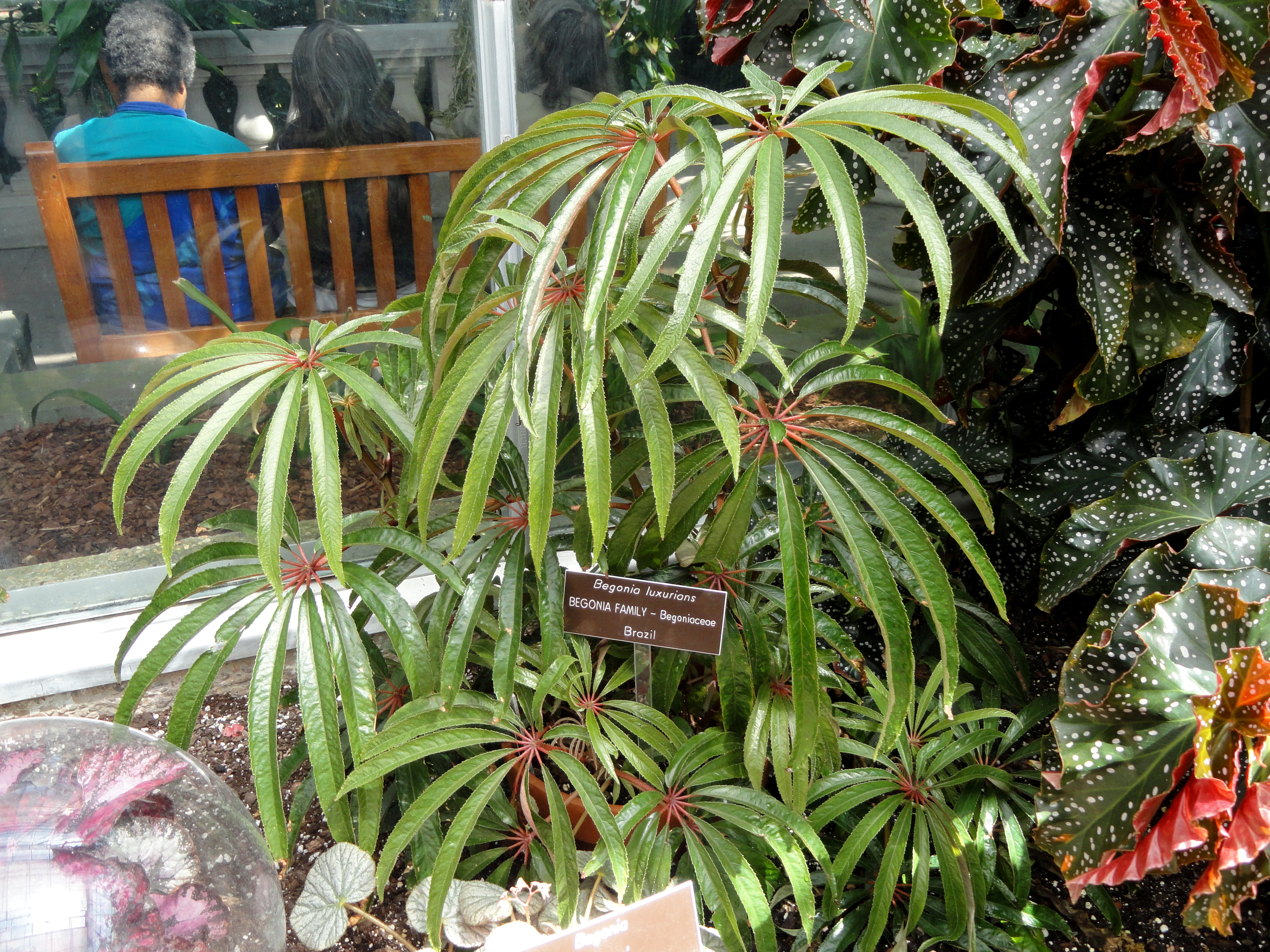
Vue d'ensemble d'un spécimen cultivé
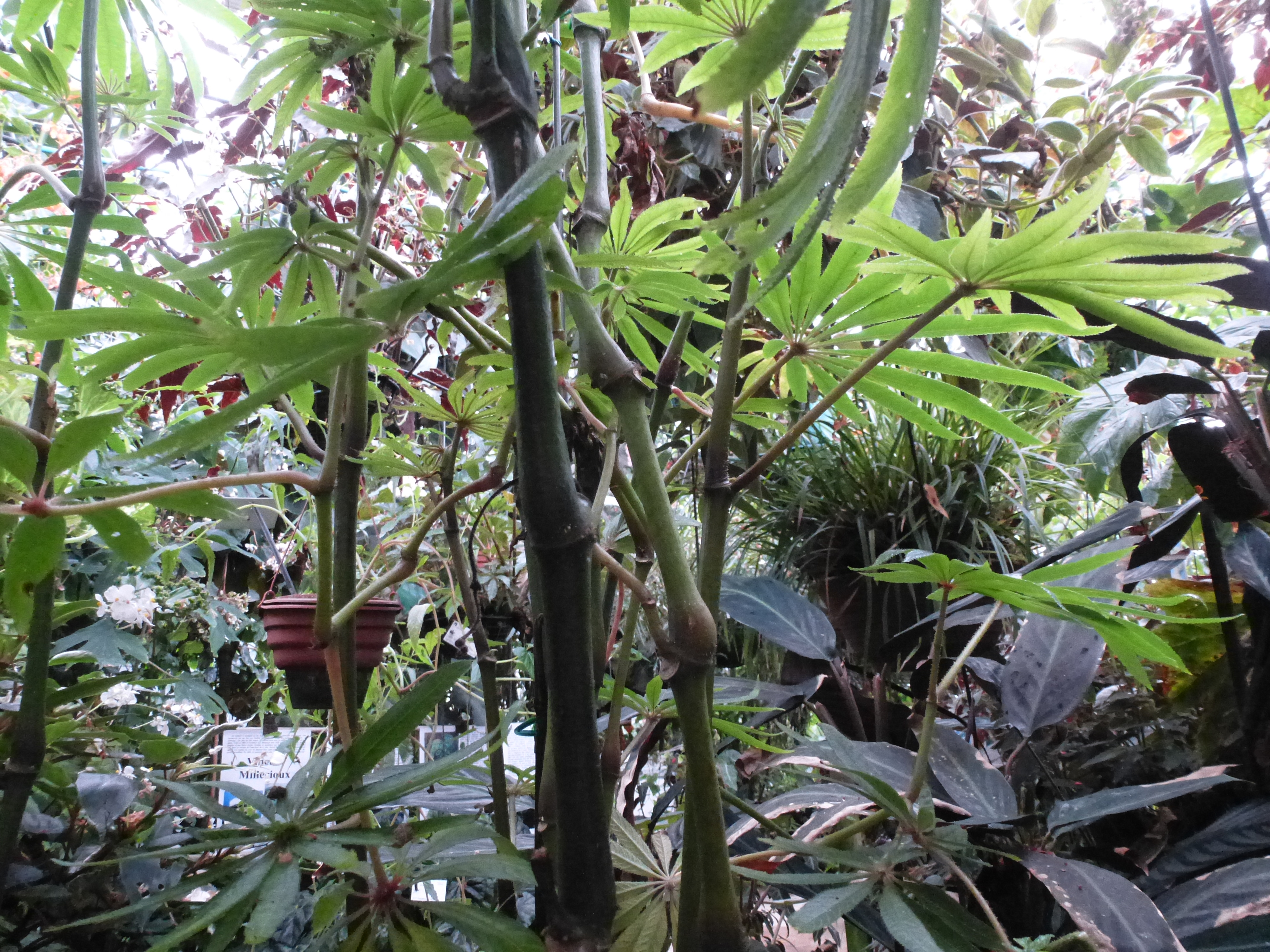
Tiges
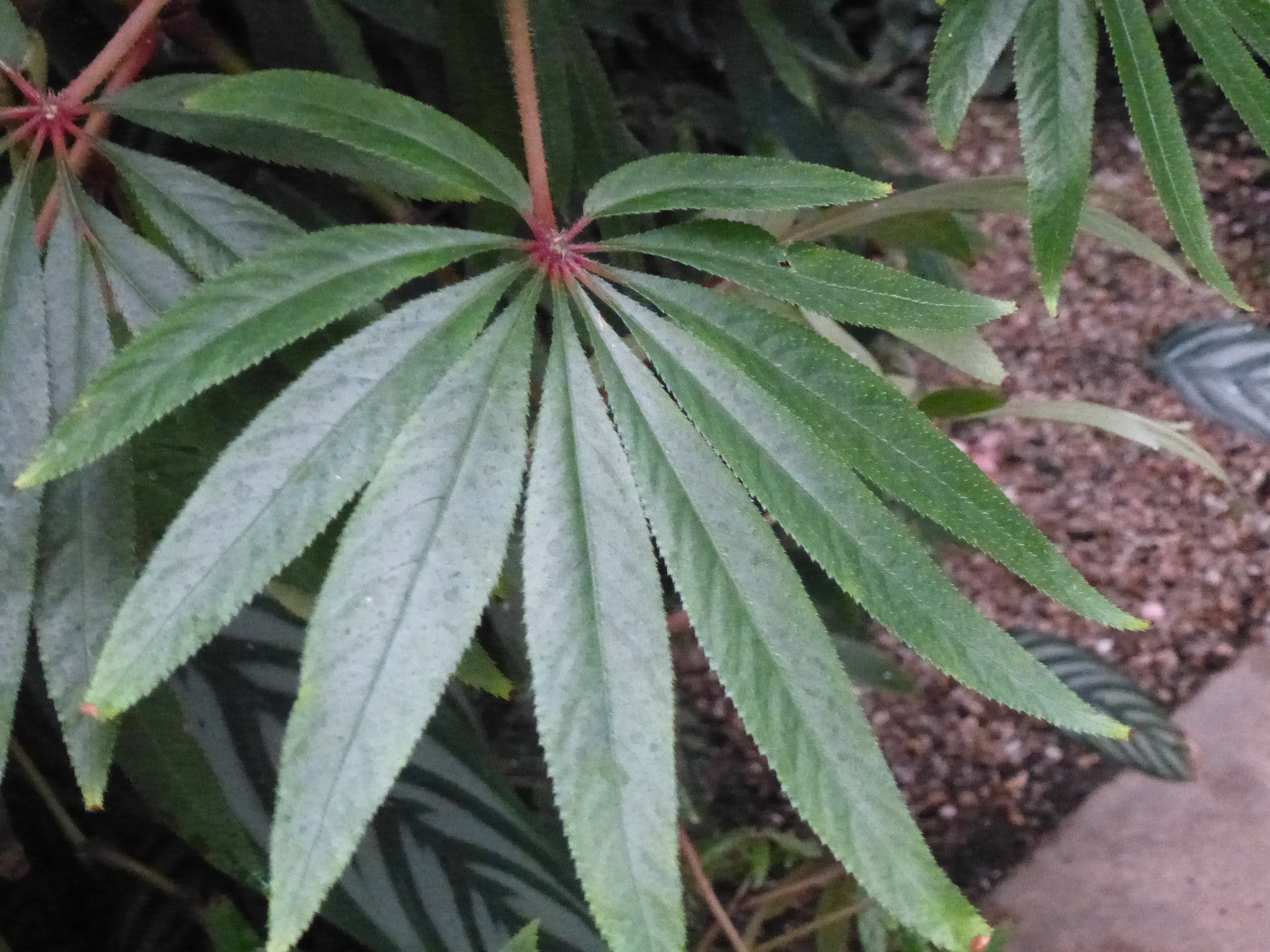
Feuille
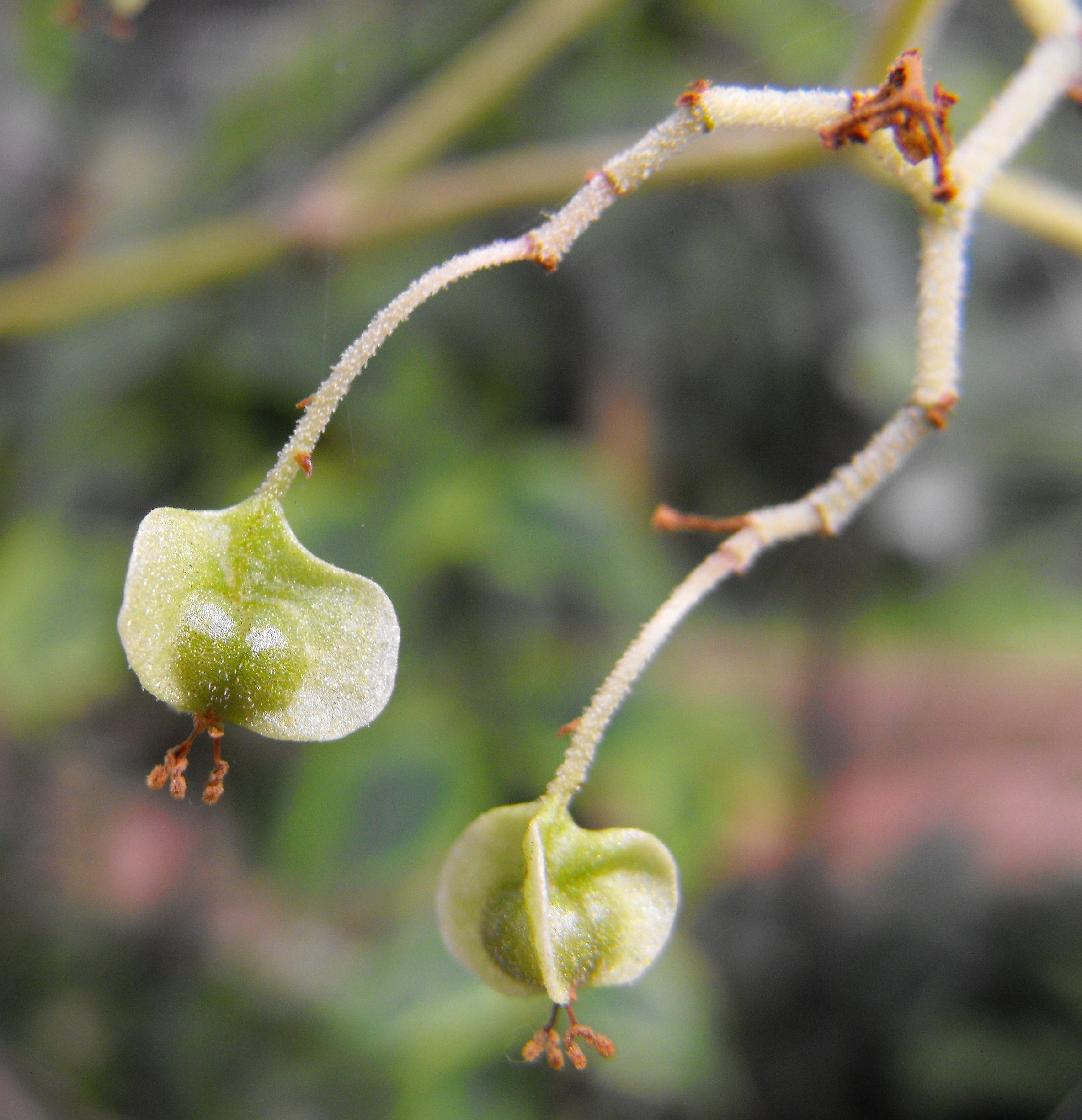
Fruits

## Répartition géographique
Cette espèce est originaire du pays suivant : Brésil.

## Liste des variétés
Selon Tropicos (20 février 2017) (Attention liste brute contenant possiblement des synonymes) :
- variété Begonia luxurians var. luxurians
- variété Begonia luxurians var. sampaioana Brade